# Arkadiusz Baranowski
Arkadiusz Baranowski (ur. 12 grudnia 1970 w Sieradzu) – polski lekkoatleta - sprinter.
Zawodnik klubów: Pogoń Zduńska Wola, WKS Oleśniczanka i Pomorzanin Toruń (to w barwach tego klubu zdobył brąz w sztafecie 4 x 400 metrów podczas Mistrzostw Polski Seniorów w 1992). Wychowanek trenera Wiesława Kiryka, podopieczny Mariana Gęsickiego. Rekordy życiowe: bieg na 200 m - 21.76 (1992); bieg na 300 m -33.71 (1991); bieg na 400 m - 47.50 (1992).